# Burivka, Horodnea
Burivka (în ucraineană Бурівка) este localitatea de reședință a comunei Burivka din raionul Horodnea, regiunea Cernihiv, Ucraina.

## Demografie
Componența lingvistică a localității Burivka
     Ucraineană (97,13%)
     Rusă (2,87%)
Conform recensământului din 2001, majoritatea populației localității Burivka era vorbitoare de ucraineană (97,13%), existând în minoritate și vorbitori de rusă (2,87%).